# اینگرید بدش
اینگرید بدش (انگلیسی: Ingrid Bodsch؛ زادهٔ ۲۲ ژانویهٔ ۱۹۵۳) تاریخ‌نگار، نمایشگاه‌گردان اهل اتریش و از دریافت‌کنندگان نشان افتخار و خدمت اتریش است.

## زندگی‌نامه
پس از فارغ‌التحصیلی از ژیمناسیون از دانشگاه گراس با داشتن مدرک تاریخ و هنر، بدش تحصیلات خود را در دانشگاه بن ادامه داد. او در سال ۱۹۷۷ کارشناسی ارشد هنر را به پایان رساند. از سال ۱۹۷۷ تا ۱۹۸۱، بدش به عنوان اساتید پژوهشی در دانشگاه بن مشغول بود.